# Hazel O'Sullivan
Hazel O'Sullivan (Dublin, 18 december 1988) is een Iers fotomodel. Zij woont sinds de zomer van 2013 in Londen.
O'Sullivan werkte als "Walk On Girl" bij dartwedstrijden van de PDC. Het eerste darttoernooi waarop O'Sullivan aanwezig was, was het PDC World Darts Championship 2012.
In 2013 deed O'Sullivan mee aan de Engelse versie van Big Brother. In 2015 nam zij deel aan de Ierse versie van Big Brother genaamd Big Brother: Timebomb.
O'Sullivan had ook een kleine rol in de tv-film Immaturity for Charity.

## Privé
In 2008 had O'Sullivan een relatie met ex-bokser Darren Sutherland. Daarna had zij tot de zomer van 2013 een relatie met rugbyspeler Fergus McFadden. Hazel O'Sullivan
O'Sullivan is de levenspartner van voetbalspeler Andros Townsend. Samen hebben zij twee kinderen.